# Der Schwarm
Der Schwarm, erschienen 2004, ist der sechste und erfolgreichste Roman des deutschen Schriftstellers Frank Schätzing. Thema des Science-Fiction-Thrillers ist die existenzielle Bedrohung der Menschheit durch eine unbekannte, intelligente maritime Lebensform.

Schriftzug

## Gattung und Aufbau
Das Buch Der Schwarm gehört der Gattung des Montageromans an. Der Text ist aus fünf „Teilen“, einem „Prolog“ und einem „Epilog“ zusammengesetzt. Montiert werden Passagen, in denen die Handlung (s. u.) vorangetrieben wird, mit Erörterungen teils der Protagonisten, teils des allwissenden Erzählers. Es überwiegt allerdings die Erzähltechnik der erlebten Rede. In den Text werden auch unkommentierte Zitate und fiktive Texte, die Protagonisten geschrieben haben sollen, hineinmontiert. Um Montagen handelt es sich insofern, als verschiedene Textteile durch harte Schnitte (wie im Film) voneinander getrennt sind. Schätzing verhindert durch Zwischenüberschriften mit Datums- und Ortsangaben und Leerzeilen, dass ein Leser angesichts der häufigen raschen Orts- und Themenwechsel den Überblick verliert.
Der Ablauf der Darstellung ist chronologisch. Durch Datumsangaben in Zwischenüberschriften (ohne Angabe des jeweiligen Jahres) wird der Leser über den Ablauf der Zeit informiert. Die Handlung beginnt am 14. Januar und endet am 15. August des gleichen Jahres. Der Roman endet mit einem Epilog, der am ersten Jahrestag des folgenden Jahres datiert ist. Aus Aussagen über reale historische Ereignisse lässt sich schließen, dass das Geschehen in der Mitte des ersten Jahrzehnts des 21. Jahrhunderts, also dem realen Entstehungszeitraum des Romans, spielen soll.

## Handlung

### Zusammenfassung
Im Prolog und dem „Ersten Teil“ des Romans sehen sich Menschen in aller Welt an verschiedenen Schauplätzen zunehmend Angriffen aus dem Meer ausgesetzt, vor allem durch Meerestiere, die plötzlich gehäuft abnormes Verhalten zeigen. Zunächst sind es nur kleine, scheinbar zusammenhangslose Zwischenfälle, Schwimmer werden von Haien oder Quallenschwärmen attackiert, Schiffe kentern, ohne dass die Ursache offensichtlich ist. An Kanadas Westküste zeigen sich die Wale ungewöhnlich aggressiv und versenken ganze Schiffe. Später gerät die Situation immer stärker außer Kontrolle. In Norwegen destabilisieren Wurmkolonien den Kontinentalhang, was einen Tsunami zur Folge hat, der die Küstengebiete Europas verheert.
Ein Krisenstab aus Wissenschaftlern und Militärs kommt zu dem Schluss, dass man es mit einer bisher unbekannten Intelligenz aus den Meerestiefen zu tun hat, die sich das Ziel gesetzt hat, die Menschheit von den Meeren zu vertreiben oder gar auszulöschen. Es wird eine Expedition gestartet, um eine Katastrophe zu verhindern.

### Ausführliche Handlung

#### Erster Teil – Anomalien
Der Biologe Sigur Johanson wird von einer guten Freundin, Tina Lund, die für die norwegische Ölfirma Statoil arbeitet, in einer zunächst harmlos wirkenden Sache um Hilfe gebeten: Sie zeigt ihm einen Tiefseewurm, den ihre Firma bei Bauarbeiten in den Tiefen der Nordsee entdeckt hat. Zunächst ist er nur mäßig an den Tieren interessiert, holt aber Erkundungen von Kollegen ein, da es sich anscheinend um eine neue Art oder Mutation handelt. Sein Interesse wächst, als bei einer Forschungsexpedition mit den Forschungsschiffen Thorvaldson und Sonne in der Tiefsee entdeckt wird, dass diese Würmer innerhalb eines kurzen Zeitraumes die Methanhydrat-Vorkommen am norwegischen Kontinentalhang besiedelt haben und offenbar Methan abbauende Bakterien in das Methanhydrat einbringen. Zugleich ist auf dem Video eines Victor-Tauchroboters kurz ein nicht identifizierbares, blau leuchtendes Wesen zu erkennen.
Zusammen mit dem deutschen Geologen Gerhard Bohrmann vom Institut GEOMAR stellt er fest, dass das Freisetzen des Methans aus dem Methanhydrat den Kontinentalabhang des norwegischen Schelfes destabilisiert. Johanson fliegt mit einem Hubschrauber zu den Shetlandinseln, um Karen Weaver abzuholen, die sich zusammen mit einem deutschen Meeresforscher mit Anomalien der Meeresströmungen im Nordatlantik befasst hat. Johanson vermutet dort einen Zusammenhang mit den Würmern. Noch während man bei GEOMAR über einen Zeitpunkt eines möglichen unterseeischen Erdrutschs diskutiert, gerät der Hang ins Rutschen und verursacht einen Tsunami, der große Teile der Küsten in Nordeuropa zerstört und zahlreiche Todesopfer fordert (einschließlich Tina Lund, zu der Johanson eine enge Verbindung hat). Johanson und Weaver entkommen dem Tsunami nur um Haaresbreite.
Währenddessen weiten sich die Ereignisse aus: Giftige Quallen treten an vielen Küsten auf, Muscheln befallen in großen Mengen Schiffe und bringen sie zum Kentern, und in Frankreich tragen von Fischern gefangene infizierte Hummer eine tödliche Pfiesterien-Epidemie ins Land.
In einem parallelen Handlungsstrang beunruhigt das abnorme Verhalten von Walen den Intelligenzforscher Leon Anawak, der nebenbei für eine Whale-Watching-Station in Tofino an der kanadischen Westküste arbeitet: Er bemerkt, dass die wandernden Wale die Gewässer vor Vancouver Island in diesem Jahr offenbar nicht besuchen, doch als sie mit einiger Verspätung auftauchen, wirken sie ungewöhnlich aggressiv und feindselig dem Menschen gegenüber. Auf einer Tour wird das Boot von Anawak (auf dem sich auch eine Studentin namens Alicia Delaware befindet) in einem koordiniert wirkenden Angriff von Orcas, Grauwalen und Buckelwalen versenkt. Der radikale Umweltschützer Jack „Greywolf“ O’Bannon, der Vorfahren aus der Gruppe der kanadischen Ureinwohner hat und sich deshalb selbst als „Indianer“ betrachtet, demonstriert mit seiner kleinen Anhängerschaft schon länger gegen Whale Watching und sieht in den Angriffen der Wale die Rache der Natur am Menschen – dann greifen die Wale unvermittelt auch die Tierschützer an, es werden zwei Schiffe versenkt und zahlreiche Menschen kommen ums Leben. Im Gehirn eines der toten Wale entdecken Wissenschaftler die Reste einer gallertartigen Substanz, die schnell zerfällt.
Greywolf kann sich als Held inszenieren, da er einige der Waltouristen rettet. Später kommt es zur Aussöhnung zwischen ihm und Anawak. Greywolf und Delaware beginnen eine Liebesbeziehung miteinander.
Anawak wird von einem Reeder angesprochen, an dessen Frachtschiff das Ruder offenbar von Muschelschwärmen blockiert wurde und das sich nur knapp in den Hafen retten konnte. Die an der Rettungsaktion beteiligten Schiffe wurden von Walen attackiert. Bei einem Tauchgang zum Heck des Schiffes entdeckt er ein blau leuchtendes Wesen, das aber im Hafenbecken entkommen kann. Die Muscheln stellen sich als Mutation von Zebramuscheln heraus.
Anawak und seine Kollegen finden heraus, dass sich nur wandernde Wale aggressiv verhalten, sogenannte Transients. Dauerhaft vor der Küste lebende Wale, Residents, scheinen von der Verhaltensänderung nicht betroffen. Sie schaffen es, einen Sender an einem der aggressiven Wale zu befestigen, wobei Anawak nur knapp mit dem Leben davonkommt. Bei einem Tauchgang des Wals erfasst eine Kamera einen Kontakt mit einer blauen, pulsierenden Wolke. Als Anawak weitere Nachforschungen anstellen will, wird er jedoch von verschiedenen Seiten blockiert: Offenbar will man ihn aus etwas heraushalten. Als er auf eigene Faust einen weiteren Tauchgang zum Ruder des von Muscheln befallenen Frachtschiffs wagt, wird er von US-Militärs erwischt.

#### Zweiter Teil – Château Disaster
Im zweiten Teil des Buches formiert sich ein Team internationaler Wissenschaftler unterschiedlicher Fachrichtungen und aus verschiedenen Nationen unter der Führung der USA, um der Bedrohung zu begegnen. In dem kanadischen Nobelhotel Château Whistler wird eine streng abgeschottete Konferenz organisiert. Neben Johanson, Anawak, Weaver und Bohrmann stoßen noch die Biologen Mick Rubin und Sue Oliviera, der Geologe Stanley Frost, Sonar-Fachmann Murray Shankar und später auch die SETI-Wissenschaftlerin Samantha Crowe zu dem Team. Organisatoren sind das US-Militär unter der Führung der US Navy-Angehörigen Judith Li und ihrem Assistenten Salomon Sal Peak sowie die CIA unter der Leitung des unsympathischen Jack Vanderbilt. Dieser vermutet zunächst Terroristen aus dem Nahen oder Fernen Osten hinter den Vorfällen.
Die Gruppe gelangt jedoch vor allem dank Johanson zu der Theorie, dass hinter den globalen Katastrophen und dem aggressiven Verhalten der Meeresbewohner eine unbekannte intelligente Macht stecke, die sich gegen die drohende Zerstörung des ozeanischen Lebensraumes durch den Menschen zu wehren begonnen hat. Man beschließt, diese unbekannte Intelligenz oder Wesen Yrr (eine bedeutungslose, von Johanson zufällig eingetippte Buchstabenfolge) zu nennen. Die Wissenschaftler erkennen, dass aufgrund des Treibhauseffekts des Methans das Weltklima beeinflusst wird und ohne eine erfolgreiche Gegenstrategie die Menschheit vom Aussterben bedroht wäre.
Währenddessen werden New York und weitere Orte der Ostküste der Vereinigten Staaten von Krabbenarmeen überrannt, welche zwar harmlos wirken, aber eine mutierte Version der tödlichen Pfiesteria-Alge in sich tragen. Die Stadt wird zum Katastrophengebiet erklärt.
In einer Nebenhandlung wird vom Tod von Anawaks Vater berichtet. Anawak fliegt daraufhin in seinen Heimatort Cape Dorset und setzt sich mit seiner Herkunft auseinander.

#### Dritter Teil – Independence
Man beschließt, heimlich überwacht durch Li und Vanderbilt, mit der bisher unbekannten Intelligenz im Meer Kontakt aufzunehmen und kommt auf dem Hubschrauberträger USS Independence zusammen. Crowe und Shankar senden eine einfache Rechenaufgabe ins Meer, welche umgehend beantwortet wird. In einer zweiten Botschaft werden Informationen über die Menschheit ins Meer gesandt. Die Yrr antworten mit einem etwa 180 Millionen Jahre alten Bild des Super-Kontinents Pangaea. Es gelingt zwar, mit den Yrr Kontakt aufzunehmen. Die Angriffe auf die Menschheit werden jedoch fortgesetzt.
Johanson und Oliviera sezieren eine der New Yorker Krabben und finden neben den Pfiesterien eine zweite, unbekannte DNS in den Tieren: Sie haben die Vermutung, dass es sich bei den Yrr um einen Einzeller handeln könnte. Währenddessen sammelt sich ein großer, blauer Ring aus Yrr um die Independence. Im letzten Augenblick kann die von Greywolf und Delaware trainierte Delfinstaffel zurück ins Schiff geholt werden. Rubin sieht eine Chance, eine größere Menge von den Yrr zu bekommen: Er öffnet die Schleusentore erneut, woraufhin ein Orca in das Welldeck eindringt und Delaware zerfleischt. Li kann Greywolf im letzten Augenblick davon abhalten, Rubin dafür zu erwürgen. Zugleich dringt eine große Menge Yrr in das Schiff und greift die Mannschaft an. Durch Ablassen des Wassers kann die Yrr-Masse in diesem Fall bezwungen werden. Rubin gelingt es, große Mengen Yrr für Untersuchungen sicherzustellen. Da Rubin sich in der Folgezeit immer seltener blicken lässt, beschließt der leicht angetrunkene Johanson, ihn zu beschatten. Johanson erwacht aber am nächsten Morgen ohne Erinnerung im Lazarett.
Trotzdem können er, Anawak und Weaver die Forschungen an den Einzellern fortsetzen, mit einem Computermodell Raymond Kurzweils kann die Denkweise der Yrr weitgehend analysiert werden: Es ist ein kollektiver Verstand, der durch Verbindung der Einzeller entsteht. Erinnerungen des Kollektivs werden dabei in hypervariablen Bereichen der DNA der Einzeller gespeichert und das über Jahrmillionen hinweg. Außerdem wird ein chemischer Botenstoff entdeckt, der das Verschmelzen der Einzeller bewirkt.
Johanson erlangt nach und nach seine Erinnerung zurück und vermutet, dass der Plan einer friedvollen Verständigung nicht die einzige Strategie ist, die das Militär unter der Führung von General Li verfolgt. Die Forschungserkenntnisse werden im Geheimen zur Entwicklung eines Giftes gegen die Yrr verwendet. Johanson findet heraus, dass ein weiteres Labor existiert, in welchem offenbar an der Vernichtung der Yrr mittels eines manipulierten Proteins, welches einen programmierten Zelltod hervorruft, gearbeitet wird. Er berät sich mit Weaver und konfrontiert später Rubin und Li, der er von Anfang an misstraut hat, damit. Li überredet ihn zwar, dem Team nichts von den Plänen des Militärs zu verraten, aber um auf Nummer sicher zu gehen, beauftragt sie Vanderbilt und CIA-Mann Anderson damit, Johanson auszuschalten und es wie einen Unfall aussehen zu lassen.
Währenddessen versuchen Frost und Bohrmann, vor La Palma ein Abrutschen des Cumbre-Vieja-Vulkans zu verhindern: Würmer haben das Methanhydrat am Sockel destabilisiert. Mit einem riesigen Unterwasserstaubsauger werden die Würmer angesaugt. Doch die Maschine fällt aus und Bohrmann und Frost müssen einen Tauchgang unternehmen, um den Saugrüssel zu reparieren. Dabei werden sie von Yrr-kontrollierten Hammerhaien attackiert. Frost verliert dabei sein Leben, Bohrmann kann sich in einer Felsspalte verstecken, bis er durch ein Rettungsteam zurück an die Oberfläche geholt wird.

#### Vierter Teil – Abwärts
Vanderbilt versucht, Johanson über Bord zu stoßen, jedoch eilen in letzter Sekunde Anawak und Greywolf zu Hilfe. Vanderbilt geht über Bord, allerdings wird Greywolf von einem Pistolenschuss tödlich getroffen.
Der Konflikt zwischen Wissenschaftlern und Militär auf der Independence eskaliert und wird von einer verheerenden Attacke der Yrr gegen die USS Independence überschattet: In einer Art Blase wird das bei dem Orca-Angriff gesunkene Deepflight, ein flugzeugähnliches Tauchboot (die Beschreibung im Roman ähnelt dem Deepflight II), zusammen mit einer Gaswolke aus Methan zurück zur Meeresoberfläche geschickt, wo es mit der Independence kollidiert und die Torpedos des Tauchboots explodieren. In dem Chaos, das daraufhin an Bord des havarierenden Schiffs ausbricht, versuchen beide Seiten, die Menschheit auf ihre eigene Weise vor der drohenden Vernichtung zu retten: die Wissenschaftler durch eine chemische Botschaft, die Menschen und Yrr als Einheit beschreiben soll, das Militär durch das Gift, das die Yrr ausrotten soll. Das Ausrotten der Yrr wird von den Wissenschaftlern als potenziell fatal für alles Leben auf der Welt angesehen; die chemische Botschaft gilt General Li als ungeeignet, da sie ihren eigenen sowie den Interessen der USA zuwiderläuft.
Bei einer Geiselnahme im Labor (Weaver will von Rubin alles über das Gift wissen, das er in zwei Torpedos verstaut hat) erschießt Li Oliviera, und Rubin wird von freigesetztem Yrr, das sich zu einer muskelartigen Masse verbunden hat, getötet. Weaver, Anawak und Johanson spritzen große Mengen des Yrr-Botenstoffs in den toten Rubin: Die Yrr sollen so denken, dass Rubin (und somit alle Menschen) zu ihrer Spezies gehören und die Angriffe gegen die Menschheit einstellen, so die Hoffnung der drei. Rubins Leiche wird in einem der Deepflights verstaut und Weaver macht sich auf den Weg in Richtung Abyssal. Anawak will derweil Crowe retten, die sich noch auf dem brennenden Deck befindet.
Währenddessen beschafft sich Li Rubins Gift und will es mit einem der verbleibenden Deepflights in die Tiefe zu den Yrr bringen, wo es diese in einer Art Kettenreaktion auslöschen soll. Da Peak sie wegen ihres rücksichtslosen Vorgehens ihres Amtes entheben will, tötet sie auch ihn. Sie trifft auf Johanson, welchen sie niederschießt. Er bleibt schwer verletzt im Deepflight liegen. Als Li das Tauchboot startet, aktiviert er einen Torpedo und tötet sie beide.
Anawak findet Crowe, und kurz nachdem sie die Independence verlassen haben, sinkt der Helikopterträger.

#### Fünfter Teil – Kontakt
Weaver trifft in der Tiefe nahe dem Meeresboden auf das Yrr-Kollektiv und lässt Rubins Leichnam ins Wasser. Das Yrr beginnt, Rubin und das Deepflight abzutasten. Als es in Rubin den Botenstoff entdeckt, lässt es das Deepflight ziehen. Kurz darauf werden sämtliche Angriffe des Meeres gegen die Menschen eingestellt.
Am Schluss sind fast alle Protagonisten tot. Der Roman endet mit einem fragilen Waffenstillstand zwischen den Yrr und den Menschen. Ob dieser auf Dauer halten wird, ist ungewiss. Allerdings besteht die Chance zu einem Wiederaufbau der schwer angeschlagenen Infrastruktur der Länder und zu einer Neubesinnung der Überlebenden.

## Schauplätze
Schätzing platziert die Handlung an Orte in Großbritannien, Kanada und Norwegen sowie Kiel aufgrund des dortigen Forschungszentrums GEOMAR, wo Personen wie Gerhard Bohrmann und Erwin Suess tätig sind. Auf den Shetland-Inseln treffen sich die Protagonisten Sigur Johanson und Karen Weaver und entkommen knapp einem Tsunami, im westkanadischen Tofino am Rande des Clayoquot Sound befindet sich die Walbeobachtungsstation, in der Leon Anawak arbeitet; in Whistler wird der Krisenstab im gleichnamigen Chateau eingerichtet. Im norwegischen Trondheim lebt Sigur Johanson; in Sveggesundet auf der Insel Averøy will sich Tina Lund mit ihrem Freund treffen und wird vom Tsunami getötet. Das Restaurant Troisgros liegt in Roanne, Frankreich.

## Figuren

### Leon Anawak
Anawak ist ein Doktor der Zoologie und Spezialist für Wale. Sein eigentlicher Job ist es, die Wale vor Vancouver Island zu beobachten und einzuordnen. Außerdem veranstaltet er Whale-Watching-Touren, um den Menschen die Faszination dieser Tiere vor Augen zu führen. Dabei gerät er oft in Konflikt mit dem selbsternannten Walbeschützer Greywolf, der dies als Kommerz abtut. Anawak ist ein Inuk, der sich aber in einem Identitätskonflikt bezüglich seiner Herkunft befindet, nachdem sein Vater den alten Traditionen abschwor und Alkoholiker wurde. Erst bei der Beerdigung seines Vaters ist Anawak wieder bereit, sich mit seinen eigenen Wurzeln zu beschäftigen. Es ist seine Aufgabe herauszufinden, wie die Yrr andere Wesen steuern, woran er vor allem zusammen mit Oliviera arbeitet. Er überlebt den Angriff der Yrr auf den Hubschrauberträger, rettet Samantha Crowe und kann mit ihr zusammen in einem motorisierten Schlauchboot von der sinkenden USS Independence fliehen.

### Sigur Johanson
Johanson ist ein norwegischer Biologieprofessor und ein ausgesprochener Genießer der schönen Dinge. Seine Aufgabe ist es, zusammen mit den anderen die fremde Intelligenz, die Yrr, zu identifizieren und zu klassifizieren. Außerdem ist er der Erste, der ein System hinter den Angriffen erkennt und eine intelligente, nichtmenschliche Lebensform hinter den Anschlägen vermutet, deshalb ist er es auch, der den Yrr ihren Namen gibt. Bei den Vorbereitungen zur Flucht aus der sinkenden USS Independence wird er von Li angeschossen, wobei er in eines der Tauchboote fällt, woraufhin er von Li für tot gehalten wird. Sie benutzt das U-Boot beim Versuch, die Yrr zu vergiften, stellt jedoch zu spät fest, dass Johanson noch lebt. Dieser übernimmt die Steuerung des Tauchbootes, feuert einen Torpedo innerhalb der USS Independence ab, tötet dadurch sich selbst und Li, und vernichtet das Gift.

### Judith Li
Li ist „General Commander“ der US Navy und Koordinatorin der amerikanischen Reaktionen auf die Angriffe der Yrr. Sie ist es auch, die das Team der Wissenschaftler zusammensucht und auf das Schiff bringt. Vordergründig will sie nur Kontakt zu den Yrr aufnehmen, in Wirklichkeit lässt sie von einem eigenen Wissenschaftler namens Mick Rubin die Ergebnisse seiner Kollegen zusammentragen und ein Gift gegen die Yrr entwickeln. Als Johanson ihren Plan aufdeckt und das Schiff gleichzeitig von Yrr angegriffen wird, tötet sie jeden, der sich ihr in den Weg stellt, darunter auch ihren Stellvertreter Major Salomon Peak, als dieser sie aufgrund wiederholten Mordens ihres Kommandos entheben will. Sie stirbt, als Johanson ihr Tauchboot sprengt.

### Jack „Greywolf“ O’Bannon
Der riesige Greywolf ist eine verkrachte Existenz. Seine Mutter ist Halb Native American, der Vater irischer Abstammung, daher fühlt er sich in keiner der beiden Welten wohl. Da er sich wie ein Klischee-Native American  benimmt, gerät er oft mit Anawak aneinander, der zwar indigener Herkunft ist, diese aber verleugnet. Trotzdem verbindet die beiden Figuren eine Art Hass-Liebe, die sich gegen Ende des Romans immer mehr in gegenseitiges Vertrauen entwickelt. Greywolf war Kampfschwimmer und Delfintrainer bei der Navy, reichte aber seinen Abschied ein, als diese begann, die Tiere zu quälen. Daraufhin wurde er Umweltaktivist und Walschützer. Seine Aufgabe ist es, die Delfine zu betreuen, die als Gefahrenabwehr an Bord der USS Independence sind. Während eines Angriffs der Yrr wird seine Freundin Alicia Delaware, eine Biologiestudentin, von einem manipulierten Orca getötet. Danach versinkt er in eine Phase der Depression und schürt seinen Hass auf Rubin, der den Tod seiner Freundin in Kauf nahm, um einen Yrr-Komplex einzufangen. Greywolf stirbt, als er Anawak und Johanson vor Jack Vanderbilt sowie einem weiteren, als Besatzungsmitglied der USS Independence getarnten, CIA-Agenten rettet, dabei von Vanderbilt angeschossen wird und von Bord fällt. Er landet auf einem Sicherheitsnetz, stürzt sich jedoch in die Tiefe, damit Anawak nicht versucht, ihn zu retten, da für ihn (seit Alicia Delawares Tod) das Leben keinen Sinn mehr hat. In seinen letzten Sekunden erkennt er, dass es für einen Native American keinen besseren Tod gibt, als in den Kreislauf der Natur zurückzukehren. Er findet seinen Frieden, bevor er ertrinkt, indem er selbst den Zeitpunkt bestimmt, ab dem er das Wasser in seine Lungen lässt.

### Tina Lund
Tina Lund ist die beste Freundin von Sigur Johanson und arbeitet im Auftrag von Statoil an der Prüfung der Bedingungen am Norwegischen Kontinentalschelf. Das norwegische Unternehmen widmet sich der Erschließung von Erdölvorkommen in größerer Tiefe. Tina entdeckt auf den Methanhydrat-Feldern am Schelf auffallend große Mengen mutierter Bohrwürmer, deren Existenz zuvor nicht bekannt war. Sie ist auch diejenige, die Sigur um eine genauere Untersuchung der Würmer bittet, wodurch sie ihn erstmals auf die seltsamen Veränderungen der marinen Tiefen aufmerksam macht. Das Verhältnis von Tina und Sigur ist zunächst unklar, da sie ein Wechselspiel zwischen Romanze und Freundschaft betreiben, letztendlich beschließen sie allerdings, sich endgültig auf ein freundschaftliches Verhältnis zu einigen. Tina Lund stirbt schließlich bei dem Versuch, ihrer großen Liebe Kare Sverdrup während des durch den von den unterseeischen Würmern ausgelösten Tsunamis das Leben zu retten.

### Jack Vanderbilt
Vanderbilt ist stellvertretender Direktor der CIA und Lis Partner bei der Suche nach einem Mittel gegen die Yrr. Obwohl er und Li einander hassen, arbeiten sie zusammen. Als Johanson das Geheimlabor an Bord der USS Independence findet, in dem das Gift entwickelt wird, erhält Vanderbilt von Li den Auftrag, Johanson zu töten. Bei dem Versuch, diesen Auftrag auszuführen, wird er von Greywolf über Bord geworfen und von einem Orca getötet.

### Samantha Crowe
Crowe ist leitende Mitarbeiterin von SETI und hat die Aufgabe, den Kontakt zu den Yrr herzustellen, was ihr auch gelingt. Sie entkommt zusammen mit Anawak von der sinkenden USS Independence und interpretiert in einem Tagebuch, das im „Epilog“ wörtlich zitiert wird, das Geschehene am ersten Jahrestag nach dem Untergang der USS Independence, wodurch sie im Roman „das letzte Wort“ erhält. Die Figur Samantha Crowe weist Ähnlichkeiten mit Jill Tarter auf.

### Karen Weaver
Karen Weaver ist wissenschaftliche Journalistin und hat die Aufgabe, Informationen zusammenzutragen. Ihre Eltern starben früh bei einem Tauchunfall, wodurch sie erst einen Hass auf das Meer bekam. Später erkannte sie jedoch die Schönheit des Wassers und setzt sich seitdem für die Erforschung der Ozeane ein. In einem Monolog erfährt der Leser, dass sie eine schwere Kindheit durchgemacht hat, in der sie Drogen nahm und auf den Straßenstrich gegangen ist. Weaver arbeitete als PR-Vertreterin und Assistentin bei dem deutschen Forscher Lukas Bauer, dessen Forschungsschiff durch einen „Methan-Blowout“ versenkt wurde, als Weaver nicht an Bord war. Sigur Johanson wollte sich mit Weaver auf den Shetlandinseln treffen, um über die Entdeckungen des Forschers im Zusammenhang mit dem Golfstrom und den Methanvorkommen zu reden. Mit dem Helikopter, in dem Johanson dort eintraf, können beide vor dem Tsunami entkommen. Karen Weaver setzt am Ende den Plan um, unter Verwendung einer mit Pheromon präparierten Leiche (Rubin), den entscheidenden Durchbruch herbeizuführen. Ihr gelingt es dadurch, die Yrr zugunsten der Menschheit zum Rückzug aus der Offensive zu bewegen. Während des Aufenthalts auf der USS Independence verlieben sie und Leon Anawak sich. Im Epilog von Samantha Crowe wird berichtet, dass Karen Weaver und Leon Anawak nun zusammenleben. Sie ist ebenfalls eine der wenigen Überlebenden unter den Protagonisten.

### Gerhard Bohrmann
Bohrmann ist Meeresgeologe und Experte für Würmer am Geomar-Institut in Kiel. Er wird von Johanson dazu kontaktiert, weil er im Tiefsee-Simulator des Instituts die Aktivitäten von Würmern in Methanhydrat nachstellen kann. Zusammen mit Frost betreut er den Einsatz eines zum Wurm-Absaugen umfunktionierten Diamant-Saugschlauches von einer Spezialplattform vor La Palma. Während Frost bei einer Tiefsee-Reparatur von Hammerhaien getötet wird, überlebt er versteckt in einer Tiefsee-Felsspalte.

### Murray Shankar
Der Sonar-Experte Murray Shankar analysiert alle unbekannten Geräusche, welche aus den Tiefen des Meeres kommen und kann einige davon den Yrr zuordnen. Er entschlüsselt auch deren Frequenz, wodurch Crowe den Kontakt aufnehmen kann. Er kommt beim Absturz eines Hubschraubers während des Untergangs der USS Independence ums Leben.

### Bernard Roche und Sue Oliviera
Roche aus Frankreich und Oliviera vom Forschungsinstitut in Nanaimo sind Molekularbiologen. Oliviera ist dort Laborleiterin. Zusammen entschlüsseln sie eine Angriffswaffe der Yrr: eine giftige Alge. Oliviera gelingt es außerdem, das Pheromon zu extrahieren, das die Yrr zur Kommunikation verwenden. Oliviera wird von Li erschossen.

### Stanley Frost
Der Vulkanologe Stanley Frost erkennt die Zusammenhänge zwischen dem Auftreten der Würmer und den Tsunamis. Er wird in der Tiefsee vor La Palma (Kanarische Inseln) von einem riesigen, manipulierten Hammerhai getötet.

### Die Yrr
Die Yrr sind eine fiktive, maritime, einzellige, aus Gallertmasse bestehende Lebensform, die im Buch als „Gegner“ der Menschheit in Erscheinung tritt. Den Namen erfindet einer der Protagonisten des Romans, der norwegische Wissenschaftler Sigur Johanson, während einer Fingerspielerei auf seinem Laptop. Jeder einzelne Yrr kann (in einem bestimmten Rahmen) denken. Über die hypervariablen Bereiche in ihrer DNS können sie mittels gezielter Nicht-Reparatur der Struktur Informationen auf genetischer Basis speichern. Diese werden bei einem Zusammenschluss mehrerer Einzeller, eingeleitet mit Hilfe von Pheromon, an andere Yrr weitergegeben, indem die hypervariablen Bereiche die im DNS-Abschnitt gespeicherte Information übernehmen. So „aktualisieren“ sich die Yrr-Zellen gegenseitig in ihrem Wissensstand und können sich alle möglichen, auch Millionen Jahre zurückliegende, Ereignisse merken und mitteilen. Die Fähigkeit, den Willen anderer Lebewesen zu manipulieren, besitzen sie allerdings nur im zellulären Kollektiv. Sie verfügen dann über „Kollektivbewusstsein“ und Schwarmintelligenz und können strategisch denken. Da Moral im menschlichen Sinne für die Yrr keine Rolle spielt, macht sie das zu einer für die Menschheit nur schwer berechenbaren intelligenten Lebensform. Durch ihre über Jahrmillionen angeeignete Kenntnis ihrer Umwelt können sie neben der Fähigkeit, andere Lebewesen zu kontrollieren, auch deren Körperformen nachbilden.
Karen Weaver gelingt es schließlich, mittels Pheromonen Kontakt zu der „Königin“ eines Yrr-Schwarms aufzunehmen. Damit wird letztendlich eine Art vorläufiger „Waffenstillstand“ eingeleitet, der die Angriffe auf die Menschen erst einmal beendet.

### Reale Personen als Figurenvorlagen
Für mehrere Figuren des Romans waren reale Personen Vorbild: Gerhard Bohrmann und Heiko Sahling sind Geologen, Erwin Suess ist Geochemiker und Ozeanograph. Samantha Crowe ähnelt der SETI-Leiterin Jill Tarter, die schon als Vorlage für die von Jodie Foster gespielte Ellie Arroway im Film Contact diente. Raymond Kurzweil ist ein Forscher und Visionär, der sich als Autor u. a. mit Neuronencomputern beschäftigt. General Commander Judith Li ähnelt der ehemaligen US-amerikanischen Außenministerin und Nationalen Sicherheitsberaterin Condoleezza Rice. Wie Rice hat sie als eine der wenigen Frauen eine Spitzenposition in der Sicherheitspolitik inne; sie hat beste Beziehungen zum US-Präsidenten, ist nicht rein weißer Herkunft und liebt das Klavierspiel. Neben den Romanfiguren mit Bezug zu realen Personen existieren auch die im Roman Erwähnung findenden Forschungsschiffe Sonne, Polarstern und Meteor tatsächlich. Die USS Independence erinnert stark an die Makin Island, die Vorlage für die Heerema waren die Schiffe von Heerema Marine Contractors (z. B. Hermod und Balder).

## Verhältnis zu Werken anderer Autoren
Die Kernidee des Romans, die Existenz einer Spezies von kollektiv bewussten und intelligenten Einzelwesen oder Einzellern, welche dem Menschen feindselig gegenüberstehen, taucht bereits in den Science-Fiction-Romanen Niezwyciężony (1964, dt. Der Unbesiegbare) von Stanisław Lem, in Nemesis von Isaac Asimov und auch in Michael Crichtons Prey (2002, dt. Beute) auf. Die Ansiedlung dieses Kollektivbewusstseins in der Hydrosphäre erinnert ebenfalls an ein Werk Lems, Solaris, in dem ein intelligenter Ozean vorkommt. Schätzing verwendet in seinem Roman bei einer Beschreibung der Yrr explizit den Begriff „intelligente Ozeane“, obwohl dieser strikt genommen nicht zutrifft (da es sich bei den Yrr um ein Kollektiv von Lebewesen, die den Ozean bewohnen, handelt und nicht um ein Bewusstsein des Ozeans selbst, wie in Lems Roman).
Sehr viele Parallelen finden sich auch in dem Kapitel Wächter aus George R. R. Martins Roman Planetenwanderer aus dem Jahr 1985: Auf dem dort beschriebenen Planeten Namor töten und essen die Menschen eine kollektive und vernetzte gentechnologisch weit fortgeschrittene marine Lebensform namens Schlammtöpfe in Unkenntnis derer Intelligenz. Diese hält daraufhin die Menschen für besonders schlaue räuberische Wesen, ohne in ihnen eine intelligente Spezies zu vermuten, und rottet sie beinahe erfolgreich durch neu kreierte Lebensformen aus.
Ähnlichkeiten bestehen auch mit Karel Čapeks Roman Der Krieg mit den Molchen aus dem Jahr 1936 und Alan Dean Fosters Cachalot von 1983.
Schätzing hat für das Buch nach eigenen Angaben fünf Jahre recherchiert und zwei Jahre daran geschrieben. Im April 2005 wurden Plagiatsvorwürfe laut; der Meeresbiologe und Wissenschaftsjournalist Thomas Orthmann stellte Strafantrag wegen Urheberrechtsverletzung. Der Autor habe wörtliche Formulierungen von Orthmanns Website übernommen. Die Vorwürfe wurden von Autor und Verlag als gewöhnliche Recherchearbeit zurückgewiesen. Die eingeschaltete Staatsanwaltschaft stellte im November 2005 die strafrechtlichen Ermittlungen ein.

## Buchausgabe
Die in der thüringischen Druckerei GGP Media produzierte Buchausgabe war das erste auf Papier mit FSC-Label gedruckte Schwarz-Weiß-Buch und das bis dahin größte FSC-zertifizierte Buchprojekt in Europa. Das Buch stand 7 Wochen lang in den Jahren 2004 und 2005 auf dem Platz 1 der Spiegel-Bestsellerliste.

## Hörspiel
Im August 2004 brachte Der Hörverlag eine Hörspielversion des Romans heraus. Auf zehn CDs wird 723 Minuten lang eine gekürzte Fassung des Buches von verschiedenen Sprechern gelesen.
Sprecher:
| - Manfred Zapatka (Erzähler) - Frauke Poolman (Judith Li) - Mechthild Großmann (Samantha Crowe) - Joachim Kerzel (Sigur Johanson) - Stefan Gebelhoff (Leon Anawak) - Ulrike C. Tscharre (Karen Weaver) - Thomas Balou Martin (Jack „Greywolf“ O’Bannon) | - Silke Haupt (Alicia Delaware) - Matthias Leja (Gerhard Bohrmann) - Sabina Valkieser-Schätzing (Tina Lund) - Ralph Morgenstern (Mick Rubin) - Klaus Nierhoff (Salomon Peak) - Frank Schätzing (Jack Vanderbilt, Jean Jerome) - Claudia Mischke (Sue Oliviera) - Freya Trampert (Susan Stringer) - Thomas Friebe (Tom Shoemaker) |

Regie: Loy Wesselburg und Frank Schätzing
2014 veröffentlichte der Hörverlag eine ungekürzte Hörbuchversion mit einer Länge von 38 Stunden und 10 Minuten, gelesen von Stefan Kaminski.

## Sachbuch
Da Schätzing die umfangreichen Recherchen nicht komplett für das Buch verwenden konnte, schrieb er mit dem restlichen Material ein thematisch an Der Schwarm angelehntes Sachbuch mit dem Titel Nachrichten aus einem unbekannten Universum.

## Verfilmung

### Nicht umgesetzte Ansätze
Im März 2006 bekundete Frank Schätzing am Rande der Leipziger Buchmesse gegenüber der Leipziger Volkszeitung, dass sich Hollywood um die Verfilmung des Bestsellers bemühe. Die Vertragsverhandlungen mit dem Filmstudio Paramount stünden kurz vor dem Abschluss, so Schätzing. Laut Pressestimmen sollte der Drehbeginn im Jahr 2009 erfolgen und der Film Weihnachten 2010 in den Kinos erscheinen, diese Vermutungen wurden aber nicht bestätigt. Als Regisseur wurde Ridley Scott gehandelt, der u. a. für Produktionen wie Alien – Das unheimliche Wesen aus einer fremden Welt (1979) oder das mehrfach Oscar-preisgekrönte Werk Gladiator (2000) verantwortlich zeichnete.
Im Mai 2007 wurde bekannt, dass die Filmrechte an die Schauspielerin Uma Thurman und die deutschen Produzenten Ica Souvignier, Michael Souvignier und Till Grönemeyer verkauft wurden. Thurman sollte auch eine größere Rolle in dem Film übernehmen. Das Drehbuch schrieb der Oscar-Preisträger Ted Tally, der inzwischen verstorbene Dino De Laurentiis war als Co-Produzent genannt.
Im September 2010 äußerte sich Schätzing in der Oktober-Ausgabe des Arte Magazins zuversichtlich über einen Drehbeginn für das Jahr 2011. Im Moment sei die Finanzierung des Films noch nicht gänzlich geklärt, so Schätzing.

### Serienverfilmung derEuropean Alliance
Am 30. August 2018 kündigte das ZDF in Kooperation mit Schätzing eine Serienverfilmung des Romans in internationaler Koproduktion an. Der Drehbeginn wurde aufgrund der Corona-Pandemie auf Jahresanfang 2021 verschoben. Bis zu vier Staffeln mit insgesamt 32 Folgen könnten am Ende von Der Schwarm entstehen, allesamt in englischer Sprache. Produziert werden die ersten acht Episoden von Mark Huffam und Ute Leonhardt. Schätzing ist einer der Executive Producers sowie zusammen mit Steven Lally für die Adaption des Romans verantwortlich. Dabei soll das Buch nicht nur adaptiert, sondern nach Schätzings Aussage auch modernisiert werden. Regie führen sollen Barbara Eder, Philipp Stölzl und Luke Watson. An den Drehbüchern arbeiteten Frank Doelger und Schätzing. Schätzing zog sich jedoch aufgrund inhaltlicher Differenzen aus der Produktion zurück. Zu der internationalen Besetzung gehören Cécile de France, Lydia Wilson, Krista Kosonen, Leonie Benesch, Barbara Sukowa, Takuya Kimura und Rosabell Laurenti Sellers. Weitere Rollen übernehmen Alexander Karim, Joshua Odjick, Sharon Duncan-Brewster, Eidin Jalali, Oliver Masucci und Klaas Heufer-Umlauf. Gedreht wurde in Rom und Brüssel. Die Dreharbeiten begannen im Juni 2021 und waren im Oktober 2021 abgeschlossen. Die Postproduktion mit den Visuellen Effekten lief bis Ende 2022. Die 40-Millionen-Euro-Produktion erfolgt im Rahmen der Koproduktionsgemeinschaft European Alliance. An der Produktion beteiligt sind France Télévisions, Rai, ORF, SRF, Viaplay Group und Hulu Japan. Intaglio Films und ndF International Production produzieren die Serie.
Die ersten drei Folgen der Serie wurden am 22. Februar 2023 in der ZDFmediathek und auf Play Suisse veröffentlicht. Danach wurden dort im Wochenrhythmus zunächst drei, dann zwei weitere Folgen veröffentlicht. Vom 6. bis 9. März 2023 hatte die Serie in Form von Doppelfolgen ihre TV-Premiere zur Prime-Time im ZDF und vom 6. bis 8. März 2023 im ORF.

## Spiel
2008 gab der Kosmos-Verlag ein von Wolfgang Kramer und Michael Kiesling auf dem Roman basierendes Spiel heraus.

## Auszeichnungen
- Corine 2004 in der Sparte „Belletristik“
- Deutscher Science-Fiction-Preis 2005 (Science Fiction Club Deutschland)
- Kurd-Laßwitz-Preis 2005 in der Sparte „Bester Roman“
- Deutscher Krimi Preis 2005
- Goldene Feder 2005

## Ausgaben
- Der Schwarm. Kiepenheuer & Witsch, Köln 2004, ISBN 3-462-03374-3.
- Der Schwarm. 12. Auflage. Fischer, Frankfurt am Main 2005, ISBN 3-596-16453-2.
- Hörbuch: Der Schwarm. 1. Auflage. der Hörverlag, München 2004, ISBN 3-89940-396-7. (Sprecher: Manfred Zapatka u. a.) (2006, ISBN 3-89940-821-7)
- Hörbuch: Der Schwarm. Vollständige Lesung, gelesen von Stefan Kaminski. der Hörverlag, München 2014, ISBN 978-3-8445-1109-3.
- Svärmen. Ekologisk thriller. (schwedisch, übersetzt von Frederik Sjögren), Bazar, Stockholm 2007, ISBN 978-91-7028-063-4.
- Il quinto giorno. (italienisch, übersetzt von Sergio Vicini), Nord, Mailand 2005.
- The swarm. A novel of the deep. (englisch, übersetzt von Sally-Ann Spencer), Hodder & Stoughton, London 2006, ISBN 978-0-340-89523-8.
- Vzpoura oceánů. (tschechisch, übersetzt von Vítězslav Čížek), Knižní klub, Prag 2006.
- El quinto día. (spanisch, übersetzt von Griselda Mársico), Planeta, Barcelona 2006.
- O quinto dia. (portugiesisch, übersetzt von Dora Reis), Dom Quixote, Lissabon 2007, ISBN 978-972-20-3237-7.
- Pedot. (finnisch, übersetzt von Heli Naski), Bazar, Helsinki 2007, ISBN 978-951-9107-57-8.
- Abysses. (französisch, übersetzt von Danièle Darneau), Presses de la cité, Paris 2008, ISBN 978-2-258-06775-2.
- Odwet oceanu. (polnisch, übersetzt von Anna Wziątek), Wydawnictwo Dolnośląskie, Wrocław 2006, ISBN 978-83-7384-580-0.
- Raj. (ungarisch, übersetzt von Losonc Csaba), Athenaeum 2000 Kiadó, Budapest 2005, ISBN 978-963-9471-29-0.

## Rezensionen
- Das Meer kämpft zurück. In: taz. 21. Februar 2004.

## Sonstiges
Laut Angaben Schätzings rettete die Schilderung eines Tsunamis in dem Buch über 50 Menschen das Leben, da diese dadurch die Vorzeichen des Tsunami 2004 im Indischen Ozean erkannten und rechtzeitig Schutz suchen konnten.